# 20th Century Fox Television
Twentieth Century Fox Television (hay TCFTV, cách điệu là 20th Century Fox Television) là đơn vị sản xuất phim truyện của 20th Century Fox và Fox Television Stations